# Rafinóza
Rafinóza je trisacharid složený z galaktózy, glukózy a fruktózy. Bohatě se vyskytuje ve fazolích, hlávkovém zelí a dalších rostlinách. Rafinósa je zkvasitelná a v metabolismu rostlin plní funkci transportního sacharidu. Obsah volné rafinosy je u vyšších rostlin druhý nejvyšší (po sacharose). Lidé nemají enzym α–galaktosidázu, která je nezbytná pro odštěpení galaktózy a rafinóza je proto trávena až bakteriemi v tlustém střevě, což vyvolává plynatost.